# Mistrzostwa Europy w Wioślarstwie 2010 – jedynka wagi lekkiej mężczyzn
Jedynka wagi lekkiej mężczyzn (LM1x) – konkurencja rozgrywana podczas Mistrzostw Europy w Wioślarstwie 2010 w Montemor-o-Velho między 10 a 12 września.

## Harmonogram konkurencji
| Wydarzenie               | Runda      |
| ------------------------ | ---------- |
| Piątek, 10 września 2010 | Eliminacje |
| Piątek, 10 września 2010 | Repasaże   |
| Sobota, 11 września 2010 | Finał B    |
| Sobota, 11 września 2010 | Finał A    |

## Medaliści
| Złoto                   | Srebro                   | Brąz                   |
| Włochy · Marcello Miani | Holandia · Jaap Schouten | Słowacja · Lukáš Babač |

## Wyniki

### Eliminacje
Reguła kwalifikacji: 1 → FA, 2.. → R

#### Eliminacje 1
| Miejsce | Zawodnik           | Kraj       | Czas    | Uwagi |
| ------- | ------------------ | ---------- | ------- | ----- |
| 1       | Marcello Miani     | Włochy     | 7:05,89 | FA    |
| 2       | Henrik Stephansen  | Dania      | 7:06,30 | R     |
| 3       | Maxime Goisset     | Francja    | 7:18,53 | R     |
| 4       | Dimitris Mujos     | Grecja     | 7:20,37 | R     |
| 5       | Diogo Pinheiro     | Portugalia | 7:21,76 | R     |
| 6       | Bartłomiej Leśniak | Polska     | 7:35,45 | R     |

#### Eliminacje 2
| Miejsce | Zawodnik             | Kraj     | Czas    | Uwagi |
| ------- | -------------------- | -------- | ------- | ----- |
| 1       | Lukáš Babač          | Słowacja | 7:16,34 | FA    |
| 2       | Christian Rabel      | Austria  | 7:22,09 | R     |
| 3       | Svein Urban Ringstad | Norwegia | 7:24,69 | R     |
| 4       | Jaap Schouten        | Holandia | 7:27,91 | R     |
| 5       | Rajko Hrvat          | Słowenia | 7:36,46 | R     |
| 6       | Karel D'Hont         | Belgia   | 7:40,84 | R     |

### Repasaże
Reguła kwalifikacji: 1-2 → FA, 3... → FB

#### Repasaże 1
| Miejsce | Zawodnik             | Kraj     | Czas    | Uwagi |
| ------- | -------------------- | -------- | ------- | ----- |
| 1       | Henrik Stephansen    | Dania    | 8:00,69 | FA    |
| 2       | Bartłomiej Leśniak   | Polska   | 8:02,40 | FA    |
| 3       | Rajko Hrvat          | Słowenia | 8:11,19 | FB    |
| 4       | Dimitris Mujos       | Grecja   | 8:15,06 | FB    |
| 5       | Svein Urban Ringstad | Norwegia | 8:27,37 | FB    |

#### Repasaże 2
| Miejsce | Zawodnik        | Kraj       | Czas    | Uwagi |
| ------- | --------------- | ---------- | ------- | ----- |
| 1       | Jaap Schouten   | Holandia   | 7:59,26 | FA    |
| 2       | Maxime Goisset  | Francja    | 8:03,23 | FA    |
| 3       | Diogo Pinheiro  | Portugalia | 8:11,87 | FB    |
| 4       | Karel D'Hont    | Belgia     | 8:16,71 | FB    |
| 5       | Christian Rabel | Austria    | 8:26,94 | FB    |

### Finał B
| Miejsce | Zawodnik             | Kraj       | Czas    | Uwagi |
| ------- | -------------------- | ---------- | ------- | ----- |
| 1       | Dimitris Mujos       | Grecja     | 7:25,25 |       |
| 2       | Diogo Pinheiro       | Portugalia | 7:36,10 |       |
| 3       | Svein Urban Ringstad | Norwegia   | 7:38,50 |       |
| 4       | Christian Rabel      | Austria    | 7:39,91 |       |
| 5       | Rajko Hrvat          | Słowenia   | 7:40,11 |       |
| 6       | Karel D'Hont         | Belgia     | 7:41,07 |       |

### Finał A
| Miejsce | Zawodnik           | Kraj     | Czas    | Uwagi |
| ------- | ------------------ | -------- | ------- | ----- |
|         | Marcello Miani     | Włochy   | 7:45,41 |       |
|         | Jaap Schouten      | Holandia | 7:49,18 |       |
|         | Lukáš Babač        | Słowacja | 7:51,45 |       |
| 4       | Henrik Stephansen  | Dania    | 7:52,60 |       |
| 5       | Bartłomiej Leśniak | Polska   | 8:00,26 |       |
| 6       | Maxime Goisset     | Francja  | 8:02,95 |       |